# Гори (Ирландия)
Го́ри (англ. Gorey; ирл. Guaire (Гуаре)) — (малый) город в Ирландии, находится в графстве Уэксфорд (провинция Ленстер).
Местная железнодорожная станция была открыта 16 ноября 1863 года.
Город-побратим Гори —  Обан.

## Демография
Население — 7193 человека (по переписи 2006 года). В 2002 году население составляло 5282 человек. При этом, население внутри городской черты (legal area) было 3479, население пригородов (environs) — 3714.
Данные переписи 2006 года:
| Общие демографические показатели |               |                               |                               |      |      |
| Всё население                    | Всё население | Изменения населения 2002—2006 | Изменения населения 2002—2006 | 2006 | 2006 |
| 2002                             | 2006          | чел.                          | %                             | муж. | жен. |
| 5282                             | 7193          | 1911                          | 36,2                          | 3583 | 3610 |

В нижеприводимых таблицах сумма всех ответов (столбец «сумма»), как правило, меньше общего населения населённого пункта (столбец «2006»).
| Религия (Тема 2 — 5 : Число людей по религиям, 2006) |             |                |             |            |       |      |
| Католики, чел.                                       | Католики, % | Другая религия | Без религии | не указано | сумма | 2006 |
| 6286                                                 | 87,4        | 519            | 308         | 80         | 7193  | 7193 |

| Этно-расовый состав (Этничность. Тема 2 — 3 : Постоянное население по этническому или культурному происхождению, 2006) |            |              |       |        |        |            |       |       |
| Белые ирландцы | Лухт-шулта | Другие белые | Негры | Азиаты | Другие | Не указано | сумма | 2006  |
| 6088 | 30         | 720          | 14    | 76     | 114    | 96         | 7138  | 7193  |
| Доля от всех отвечавших на вопрос, %                                                                                   |            |              |       |        |        |            |       |       |
| 85,3 | 0,4        | 10,1         | 0,2   | 1,1    | 1,6    | 1,3        | 100   | 99,21 |

1 — доля отвечавших на вопрос о языке от всего населения.
| Владение ирландским языком (Тема 3 — 1 : Число людей от 3 лет и старше по способности говорить по-ирландски, 2006) |      |            |       |       |
| Владеете ли Вы ирландским языком?                                                                                  |      |            |       |       |
| Да | Нет  | Не указано | сумма | 2006  |
| 2365 | 4317 | 142        | 6824  | 7193  |
| Доля от всех отвечавших на вопрос о языке, %                                                                       |      |            |       |       |
| 34,7 | 63,3 | 2,1        | 100   | 94,91 |

1 — доля отвечавших на вопрос о языке от всего населения.
| Использование ирландского языка (Тема 3 — 2 : Говорящие по-ирландски от 3 лет и старше по частоте использования ирландского языка, 2006) |                                                            |                                               |                                               |                                               |                                               |                                               |       |                                     |      |
| Как часто и где Вы говорите по-ирландски?                                                                                                |                                                            |                                               |                                               |                                               |                                               |                                               |       |                                     |      |
| ежедневно, только в образовательных учреждениях                                                                                          | ежедневно, как в образовательных учреждениях, так и вне их | в других местах (вне образовательной системы) | в других местах (вне образовательной системы) | в других местах (вне образовательной системы) | в других местах (вне образовательной системы) | в других местах (вне образовательной системы) | сумма | всего, отвечавших на вопрос о языке | 2006 |
| ежедневно, только в образовательных учреждениях                                                                                          | ежедневно, как в образовательных учреждениях, так и вне их | ежедневно                                     | каждую неделю                                 | реже                                          | никогда                                       | не указано                                    | сумма | всего, отвечавших на вопрос о языке | 2006 |
| 781 | 44                                                         | 37                                            | 121                                           | 685                                           | 658                                           | 39                                            | 2365  | 6824                                | 7193 |
| Доля от всех отвечавших на вопрос о языке, %                                                                                             |                                                            |                                               |                                               |                                               |                                               |                                               |       |                                     |      |
| 11,4 | 0,6                                                        | 0,5                                           | 1,8                                           | 10,0                                          | 9,6                                           | 0,6                                           | 34,7  | 100                                 |      |

| Типы частных жилищ (Тема 6 — 1(a) : Число частных домовладений по типу размещения, 2006) |          |         |                 |            |       |      |
| Отдельный дом                                                                            | Квартира | Комната | Переносные дома | не указано | сумма | 2006 |
| 2460                                                                                     | 151      | 8       | 6               | 31         | 2656  | 7193 |